# Pio Prati
Filippo Prati di Rovagnasco, conosciuto anche come Pio Prati (Alessandria, 29 aprile 1769 – ...), è stato un militare e politico italiano.

## Biografia
Compiuto il corso dei suoi studi a Torino, seguì la carriera militare e fu luogotenente colonnello. Nel 1802 fu per due mandati maire di Alessandria; venne poi chiamato a Parigi per fare parte del corpo legislativo e fu decorato da Napoleone nel 1807 alla Legion d'onore con il titolo di cavaliere. Una volta ritiratosi a vita privata coltivò la buona poesia.